# LEN Champions Cup 2009-2010
La LEN Champions Cup 2009-2010 è stata la XXIIIª edizione del massimo trofeo pallanuotistico europeo per club femminili.
Hanno partecipato al torneo sedici club, per cui non è stato disputato il turno di qualificazione, ma direttamente quello preliminare seguito dai quarti e dalla Final Four.
A Corfù, in Grecia, le campionesse in carica del Vouliagmeni hanno confermato il successo della stagione precedente battendo in finale le russe del Kinef Kirishi.

## Turno preliminare

### Gironi
| Gruppo A              |
| sede: Alcorcón        |
| CN Ondarreta Alcorcón |
| Dunaújváros FVE       |
| Fiorentina Waterpolo  |
| SC Horgen             |

| Gruppo B           |
| sede: Il Pireo     |
| City of Liverpool  |
| Olympiakos         |
| Polar Bears Ede    |
| Shturm 2002 Chehov |

| Gruppo C          |
| sede: Catania     |
| Blau-Weiss Bochum |
| Manchester WPC    |
| NC Vouliagmeni    |
| Orizzonte Catania |

| Gruppo D      |
| sede: Nancy   |
| Asptt Nancy   |
| CN Sabadell   |
| Het Ravijn    |
| Kinef Kirishi |

### Gruppo A
|    | Turno preliminare 2009-2010 | Pti | G | V | N | P | GF | GS | DR  |
| -- | --------------------------- | --- | - | - | - | - | -- | -- | --- |
| 1. | Fiorentina Waterpolo        | 9   | 3 | 3 | 0 | 0 | 59 | 15 | +44 |
| 2. | CN Ondarreta Alcorcón       | 6   | 3 | 2 | 0 | 1 | 51 | 30 | +21 |
| 3. | Dunaújváros FVE             | 3   | 3 | 1 | 0 | 2 | 51 | 33 | -18 |
| 4. | SC Horgen                   | 0   | 3 | 0 | 0 | 3 | 10 | 93 | -83 |

| 18-12-09 | Dunaújváros | 6-17 | Fiorentina |
| 18-12-09 | Ondarreta   | 32-4 | Horgen     |

| 19-12-09 | Dunaújváros | 34-4 | Horgen     |
| 19-12-09 | Ondarreta   | 7-15 | Fiorentina |

| 20-12-09 | Fiorentina | 27-2  | Horgen      |
| 20-12-09 | Ondarreta  | 12-11 | Dunaújváros |

### Gruppo B
|    | Turno preliminare 2009-2010 | Pti | G | V | N | P | GF | GS | DR  |
| -- | --------------------------- | --- | - | - | - | - | -- | -- | --- |
| 1. | Olympiakos                  | 9   | 3 | 3 | 0 | 0 | 43 | 18 | +25 |
| 2. | Shturm 2002 Chehov          | 6   | 3 | 2 | 0 | 1 | 41 | 27 | +14 |
| 3. | Polar Bears Ede             | 3   | 3 | 1 | 0 | 2 | 33 | 31 | +2  |
| 4. | City of Liverpool           | 0   | 3 | 0 | 0 | 3 | 16 | 57 | -41 |

| 18-12-09 | Olympiakos | 10-7 | Shturm      |
| 18-12-09 | Liverpool  | 3-18 | Polar Bears |

| 19-12-09 | Olympiakos | 18-6 | Polar Bears |
| 19-12-09 | Liverpool  | 8-24 | Shturm      |

| 20-12-09 | Olympiakos | 15-5 | Liverpool   |
| 20-12-09 | Shturm     | 10-9 | Polar Bears |

### Gruppo C
|    | Turno preliminare 2009-2010 | Pti | G | V | N | P | GF | GS | DR  |
| -- | --------------------------- | --- | - | - | - | - | -- | -- | --- |
| 1. | Orizzonte Catania           | 9   | 3 | 3 | 0 | 0 | 39 | 19 | +20 |
| 2. | NC Vouliagmeni              | 6   | 3 | 2 | 0 | 1 | 45 | 20 | +25 |
| 3. | Blau-Weiss Bochum           | 3   | 3 | 1 | 0 | 2 | 29 | 35 | -6  |
| 4. | Manchester WPC              | 0   | 3 | 0 | 0 | 3 | 15 | 54 | -39 |

| 18-12-09 | Orizzonte | 19-2 | Manchester  |
| 18-12-09 | Bochum    | 8-14 | Vouliagmeni |

| 19-12-09 | Manchester | 9-10 | Bochum      |
| 19-12-09 | Orizzonte  | 8-6  | Vouliagmeni |

| 20-12-09 | Vouliagmeni | 25-4  | Manchester |
| 20-12-09 | Orizzonte   | 12-11 | Bochum     |

### Gruppo D
|    | Turno preliminare 2009-2010 | Pti | G | V | N | P | GF | GS | DR  |
| -- | --------------------------- | --- | - | - | - | - | -- | -- | --- |
| 1. | Kinef Kirishi               | 9   | 3 | 3 | 0 | 0 | 51 | 23 | +28 |
| 2. | CN Sabadell                 | 6   | 3 | 2 | 0 | 1 | 38 | 29 | +9  |
| 3. | Het Ravijn                  | 3   | 3 | 1 | 0 | 2 | 35 | 34 | +1  |
| 4. | Asptt Nancy                 | 0   | 3 | 0 | 0 | 3 | 22 | 60 | -38 |

| 18-12-09 | Sabadell | 8-13 | Kinef      |
| 18-12-09 | Nancy    | 9-17 | Het Ravijn |

| 19-12-09 | Kinef | 13-9 | Het Ravijn |
| 19-12-09 | Nancy | 7-18 | Sabadell   |

| 20-12-09 | Sabadell | 12-9 | Het Ravijn |
| 20-12-09 | Nancy    | 6-25 | Kinef      |

## Quarti di finale
| Andata   | Andata                            | Andata | Andata |
| Data     | Gara                              | Ris.   |        |
| -------- | --------------------------------- | ------ | ------ |
| 23-01-10 | Fiorentina - Vouliagmeni          | 10-9   |        |
| 23-01-10 | Kinef Kiriši - Šturm              | 8-8    |        |
| 23-01-10 | Ondarreta Alcorcón - Orizzonte CT | 10-11  |        |
| 23-01-10 | Sabadell - Olympiakos             | 13-14  |        |

| Ritorno  | Ritorno                  | Ritorno | Ritorno | Ritorno |
| Data     | Gara                     | Ris.    | Tot.    |         |
| -------- | ------------------------ | ------- | ------- | ------- |
| 23-03-08 | Vouliagmeni - Fiorentina | 6-3     | 15-13   |         |
| 23-03-08 | Šturm - Kinef Kiriši     | 12-13   | 20-21   |         |
| 22-03-08 | Orizzonte CT - Ondarreta | 16-4    | 27-14   |         |
| 22-03-08 | Olympiakos - Sabadell    | 14-13   | 24-26   |         |

## Final Four

### Semifinali
| Arbitri: | Margeta (SLO) Savinović (CRO) |

|              |           |             |
| 4: Antonakou | Marcatori | 4: Soboleva |

| Arbitri: | Borrell (ESP) Martinelli (SUI) |

|        |           |              |
| 4: Gil | Marcatori | 4: Gerolimou |

### Finale 3º posto
| Arbitri: | Savinović (CRO) Martinelli (SUI) |

|              |           |                    |
| 5: Avramidou | Marcatori | 3: Villa, Di Mario |

### Finale
| Arbitri: | Horrillo (ESP) Szekely (HUN) |

|            |           |             |
| 3: Belaeva | Marcatori | 3: Ts0ukala |

- Vouliagmeni campione d'Europa.